# Mannagras
Mannagras (Glyceria fluitans, basioniem: Festuca fluitans L.) is een overblijvende plant die behoort tot de grassenfamilie (Poaceae). De plant komt van nature voor in Eurazië en Noordwest-Afrika en is vandaar uit verspreid naar Noord-Amerika en Australië.

## Beschrijving
De plant wordt 0,45-1,20 m hoog en vormt wortelstokken die tot 1 meter diep kunnen groeien. De veelal liggende bovengrondse uitlopers en stengels, die op de knopen wortelen groeien liggend in het water door. De meestal gootvormige, 5-10 mm brede, kale bladeren zijn gekield en aan de onderkant, randen en nerf zijn ruw. Het tongetje (ligula) is 5 mm lang. De samengedrukte bladscheden zijn glad. In stromend water kunnen de drijvende bladeren lang worden. De plant overwintert groen.

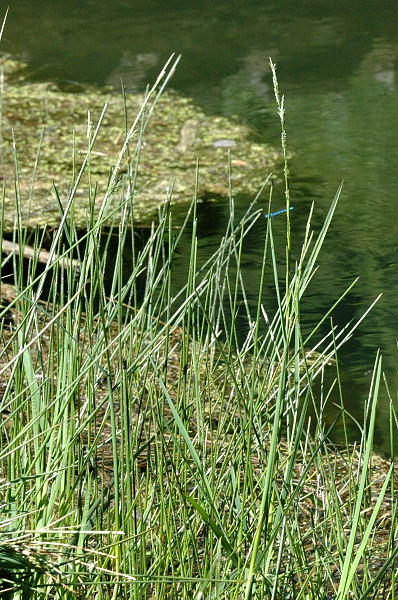
Pluimen

Mannagras bloeit van juni tot augustus met lange, smalle pluimen. De onderste zijtakken staan alleen of met twee bij elkaar. De tot 2,5 cm lange aartjes zijn vrij losbloemig. De kelkkafjes zijn vliezig. Het onderste kelkkafje is 2-3 mm lang en het bovenste een millimeter langer. Het bovenste, 6,5 mm lange, aan de top gekartelde kroonkafje heeft twee spitsjes en ongeveer dezelfde lengte als het onderste. De 2-3 mm lange helmknoppen zijn violet of soms geel. De vrucht is een vaak kleverige graanvrucht.
De verbreiding is vooral vegetatief en scheuten blijven gewoonlijk langer dan een groeiseizoen aan de moederplant gehecht.

## Groeiplaatsen
De plant komt voor op de oevers van poelen, greppels en sloten, beken, rivieren, moerassen en andere wateren. Ze kan met drijvende stengels en bladeren vanuit de oever diep in het water doordringen en op ondiepe plaatsen eilandjes vormen. Mannagras groeit zowel in water verzadigde bodems als in stilstaand en stromend zoet water, het heeft een voorkeur voor stikstofrijke plaatsen. Het is een sterke verlander, die vegetatief een dichte, verstikkende begroeiing van een oeverzone kan vormen. Tijdelijke droogval wordt goed verdragen.
Na het einde van de achttiende eeuw werd de soort overal behoorlijk wat zeldzamer vanwege de verlaging van de grondwaterstanden.

## Gebruik
De zoet smakende graanvruchten werden al sinds de steentijd gegeten. Later, rond de middeleeuwen, werd het vooral veel verzameld in het oosten van Europa en was het een belangrijk voedingsmiddel voor zowel de stads- als de plattelandsbevolking. Het oogsten werd vaak gedaan met de hulp van een zeef. In de streken waar mannagras geoogst werd, was het niet geliefd bij de plaatselijke boeren. Want tijdens het verzamelen werden vaak de vele andere grassoorten vertrapt. Ook kan de plant als veevoer dienen.
De voedselwaarden van mannagras zijn: 9,7% eiwit, 0,4% vet en 75% koolhydraten bij een watergehalte van 13%. Vergeleken met andere granen is het relatief arm aan vezels en mineralen.